# Équemauville
Équemauville és un municipi francès situat al departament de Calvados i a la regió de Normandia. L'any 2007 tenia 1.261 habitants.

## Demografia

### Població
El 2007 la població de fet d'Équemauville era de 1.261 persones. Hi havia 466 famílies de les quals 104 eren unipersonals (40 homes vivint sols i 64 dones vivint soles), 169 parelles sense fills, 161 parelles amb fills i 32 famílies monoparentals amb fills.
La població ha evolucionat segons el següent gràfic:
Habitants censats

### Habitatges
El 2007 hi havia 888 habitatges, 477 eren l'habitatge principal de la família, 401 eren segones residències i 11 estaven desocupats. 537 eren cases i 61 eren apartaments. Dels 477 habitatges principals, 391 estaven ocupats pels seus propietaris, 66 estaven llogats i ocupats pels llogaters i 19 estaven cedits a títol gratuït; 7 tenien una cambra, 18 en tenien dues, 46 en tenien tres, 127 en tenien quatre i 279 en tenien cinc o més. 402 habitatges disposaven pel capbaix d'una plaça de pàrquing. A 231 habitatges hi havia un automòbil i a 210 n'hi havia dos o més.

### Piràmide de població
La piràmide de població per edats i sexe el 2009 era:
| Homes | Edats   | Dones |
| ----- | ------- | ----- |
| 0     | 95 o +  | 8     |
| 0     | 90 a 94 | 8     |
| 16    | 85 a 89 | 12    |
| 4     | 80 a 84 | 12    |
| 24    | 75 a 79 | 24    |
| 24    | 70 a 74 | 24    |
| 28    | 65 a 69 | 28    |
| 36    | 60 a 64 | 56    |
| 24    | 55 a 59 | 24    |
| 68    | 50 a 54 | 48    |
| 40    | 45 a 49 | 44    |
| 48    | 40 a 44 | 44    |
| 36    | 35 a 39 | 64    |
| 28    | 30 a 34 | 8     |
| 20    | 25 a 29 | 40    |
| 24    | 20 a 24 | 32    |
| 52    | 15 a 19 | 60    |
| 44    | 10 a 14 | 44    |
| 40    | 5 a 9   | 44    |
| 24    | 0 a 4   | 32    |

## Economia
El 2007 la població en edat de treballar era de 775 persones, 537 eren actives i 238 eren inactives. De les 537 persones actives 498 estaven ocupades (258 homes i 240 dones) i 39 estaven aturades (16 homes i 23 dones). De les 238 persones inactives 98 estaven jubilades, 76 estaven estudiant i 64 estaven classificades com a «altres inactius».

### Ingressos
El 2009 a Équemauville hi havia 446 unitats fiscals que integraven 1.114 persones, la mediana anual d'ingressos fiscals per persona era de 21.426 €.

### Activitats econòmiques
Dels 42 establiments que hi havia el 2007, 2 eren d'empreses alimentàries, 5 d'empreses de construcció, 8 d'empreses de comerç i reparació d'automòbils, 2 d'empreses de transport, 8 d'empreses d'hostatgeria i restauració, 3 d'empreses d'informació i comunicació, 2 d'empreses immobiliàries, 5 d'empreses de serveis, 3 d'entitats de l'administració pública i 4 d'empreses classificades com a «altres activitats de serveis».
Dels 10 establiments de servei als particulars que hi havia el 2009, 1 era un taller de reparació d'automòbils i de material agrícola, 1 paleta, 1 lampisteria, 1 electricista, 2 perruqueries, 1 veterinari i 3 restaurants.
Dels 5 establiments comercials que hi havia el 2009, 1 era un hipermercat, 2 grans superfícies de material de bricolatge, 1 una botiga de menys de 120 m² i 1 una joieria.
L'any 2000 a Équemauville hi havia 12 explotacions agrícoles que ocupaven un total de 252 hectàrees.

## Equipaments sanitaris i escolars
El 2009 hi havia 1 hospital de tractaments de curta durada, 1 hospital de tractaments de mitja durada (seguiment i rehabilitació), 1 un hospital de tractaments de llarga durada, 2 centres d'urgències i 1 maternitat.
El 2009 hi havia una escola elemental.
Équemauville disposava d'un centre de formació no universitària superior de formació sanitària.

## Poblacions més properes
El següent diagrama mostra les poblacions més properes.